# Kees van Eikeren
Kees van Eikeren (Badhoevedorp) was een schaatser die tweemaal Nederlands kampioen op de korte baan werd.
In de eerste wedstrijden na de Tweede Wereldoorlog werd Van Eikeren in Groningen Nederlands kampioen op de korte baan. Hij won op houten doorlopers voor Berend Hof en Jan Scheper. Een jaar later prolongeerde hij deze titel in het Asserbos van Assen. Hier werd Theo Janmaat tweede en Jan Pomper derde.
| Jaar | Plaats | Kampioenschap |
| ---- | ------ | ------------- |
| 1946 | Goud   | NK Kortebaan  |
| 1947 | Goud   | NK Kortebaan  |